# Helena von Pfalz-Simmern

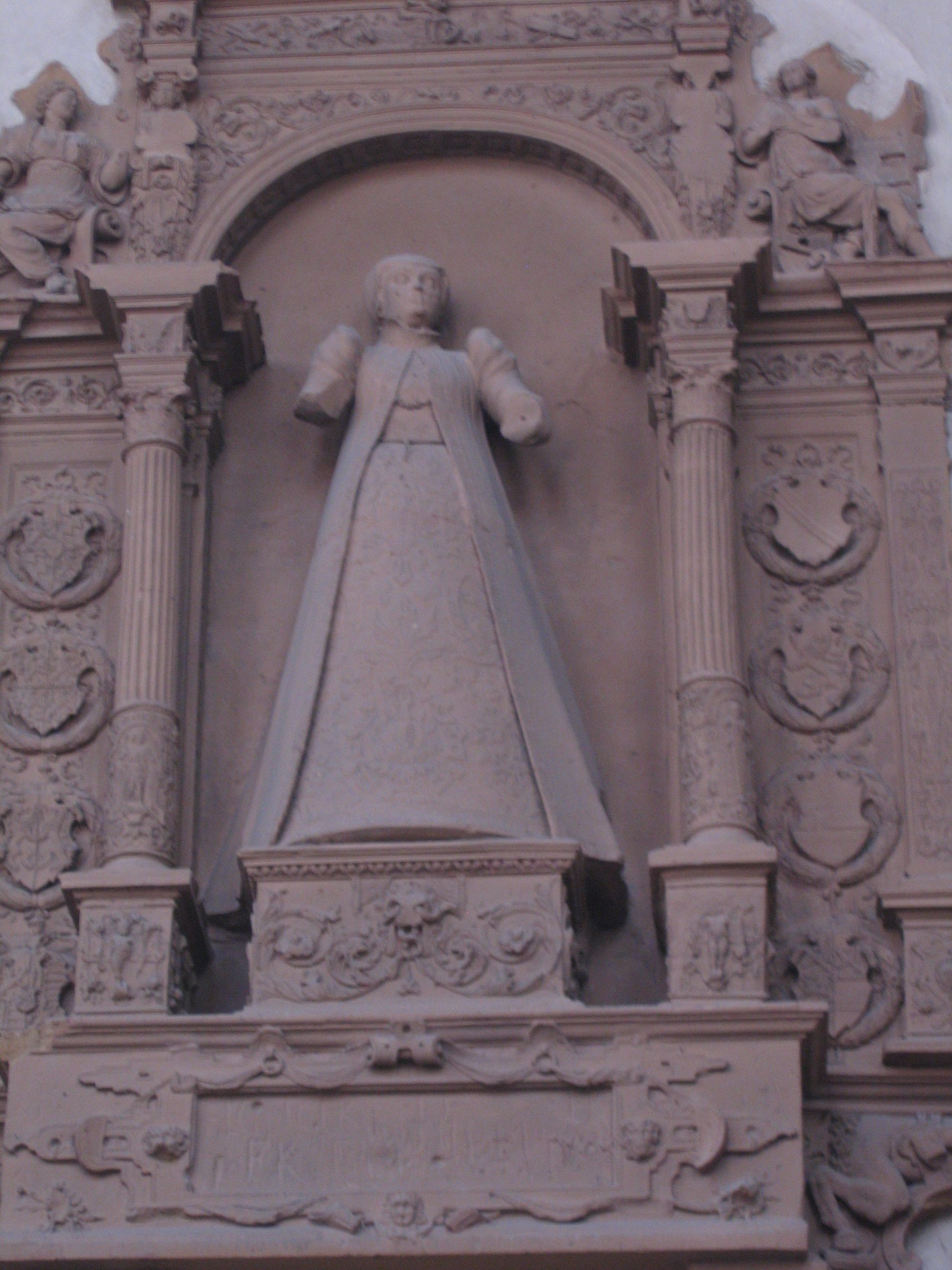
Marienkirche Hanau, Epitaph der Pfalzgräfin Helene von Simmern

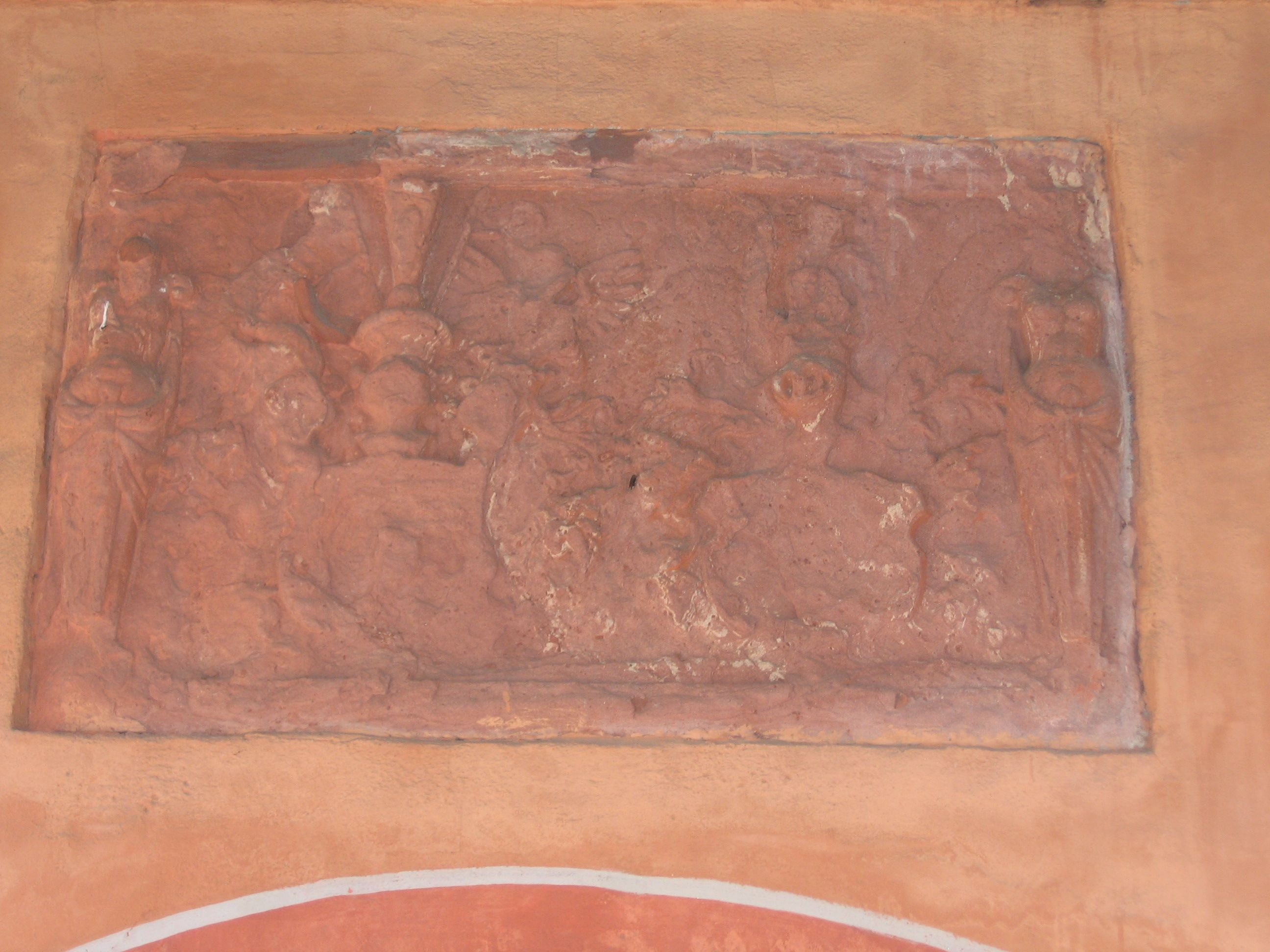
Marienkirche Hanau, Allianzwappen des Grafen Philipp III. und der Pfalzgräfin Helena an der Marienkirche in Hanau mit schweren Umweltschäden

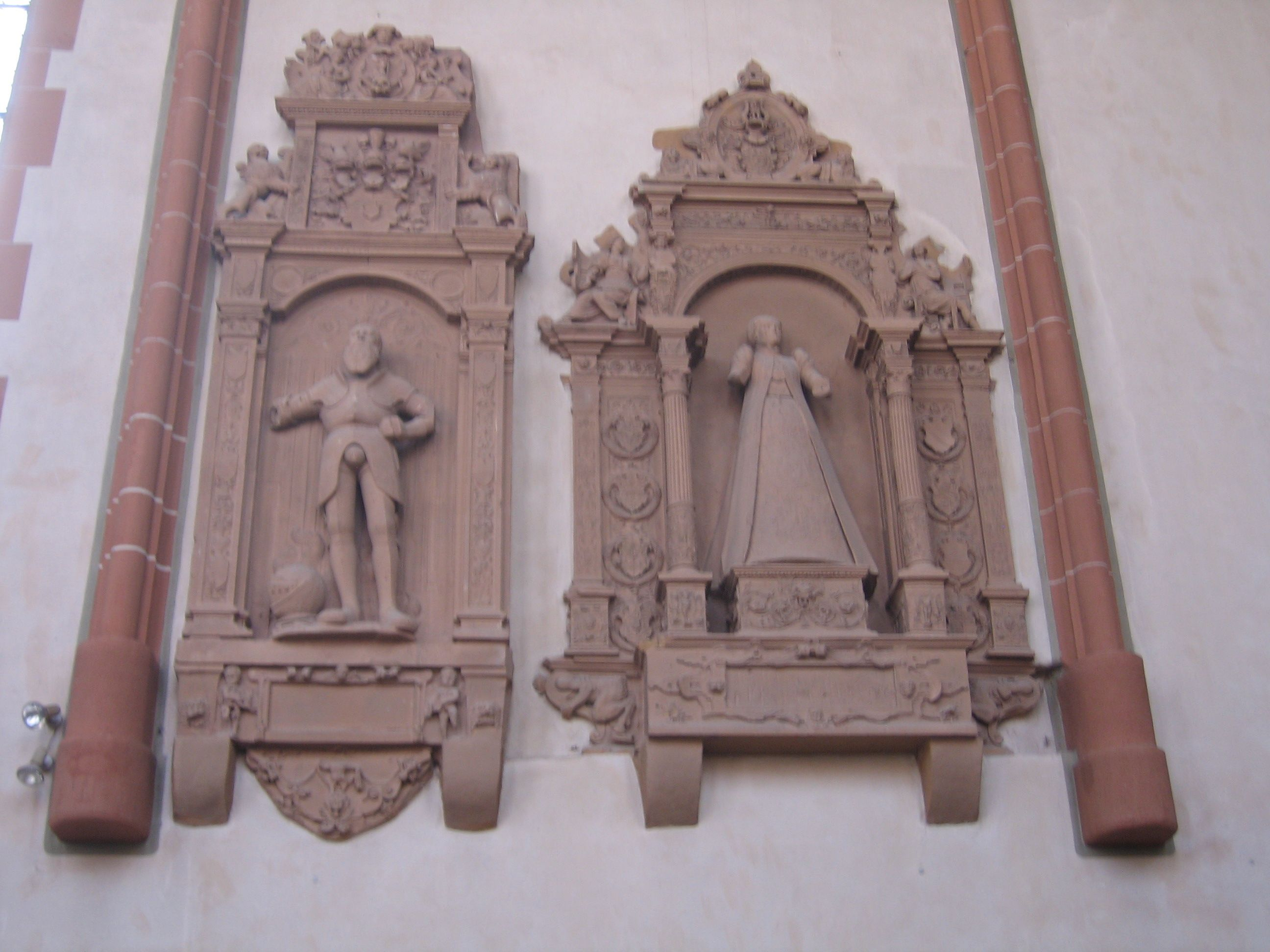
Epitaph des Grafen Philipp III. von Hanau-Münzenberg und seiner Frau, Helene von Pfalz-Simmern, in der Marienkirche Hanau

Helena von Simmern (* 13. Juni 1532; † 5. Februar 1579 auf Burg Schwarzenfels in Sinntal) war die Tochter des Pfalzgrafen und Herzogs Johann II. von Pfalz-Simmern und der Markgräfin Beatrix von Baden (1492–1535). Durch Ehe war sie Gräfin von Hanau-Münzenberg.

## Kindheit
Als Helena drei Jahre alt war, verstarb ihre Mutter. Ihr Vater gab sie daraufhin zur Erziehung an den kurpfälzischen Hof nach Heidelberg, wo sie zusammen mit Amalie (* 1537; † 1577), Tochter des Grafen Simon V. Wecker von Zweibrücken-Bitsch, durch die Kurfürstin Dorothea erzogen wurde.

## Ehe und Kinder
Helena heiratete 22. November 1551 Graf Philipp III. von Hanau-Münzenberg (1526–1561). Das Allianzwappen von Graf Philipp III. und Pfalzgräfin Helena von Simmern befindet sich – aufgrund umweltbedingten Steinfraßes in schlechtem Zustand – über dem Haupteingang der Marienkirche in Hanau.
Sie hatten fünf gemeinsame Kinder:
1. Philipp Ludwig I. (* 21. November 1553; † 4. Februar 1580)
2. Dorothea (* 4. Februar 1556; † 5. September 1638)
3. Wilhelm Reinhard (* 28. September 1557 in Hanau; † 17. Februar 1558[2] in Hanau), begraben im Chor der Marienkirche in Hanau
4. Johann Philipp (* 6. November 1559; † 22. April 1560), ebenfalls begraben im Chor der Marienkirche in Hanau
5. Maria (* 20. Januar 1562; † 15. Februar 1605), unvermählt verstorben.

## Witwenschaft
Nach dem frühen Tod ihres Mannes leitete sie das Verfahren beim Reichskammergericht ein, um die Vormundschaft für den noch minderjährigen Erben, Philipp Ludwig I., zu errichten. Sie selbst wurde aber nicht zur Vormünderin ernannt.
Durch die Erziehung am kurpfälzischen Hof an die Standards der dortigen Lebenshaltung gewöhnt, behielt sie den anspruchsvollen Lebensstil bei, wovon „starke Konvolute mit Rechnungsbelegen“ von Tuchhändlern und Schneidern zeugen.
Ihren Witwensitz hatte sie zuerst im Schloss Steinau, später auf der Burg Schwarzenfels, wo sie auch verstarb. Nach ihrem Tod wurde sie in einem Bleisarg nach Hanau überführt und dort an der Seite ihres Mannes in der Marienkirche beigesetzt.